# توپچه

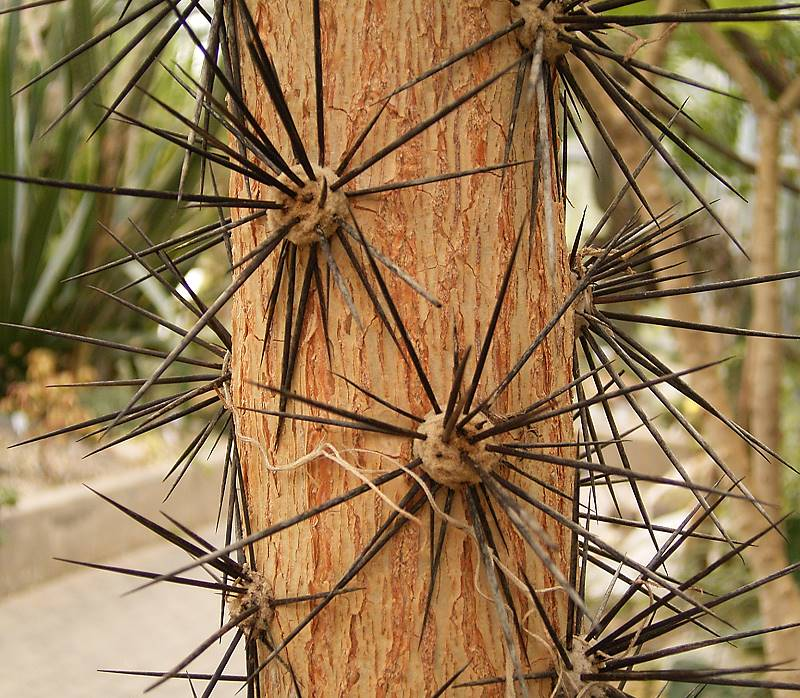
توپچه‌ها و خارهای کاکتوس گل‌سرخ، از کاکتوس‌های درخت‌مانند.

توپچه (انگلیسی: Areole) به قسمت‌های برآمده و توپی‌شکل در سطح کاکتوس‌ها گفته می‌شود. تیغ‌ها، گل‌ها و ساقه‌های جانبی کاکتوس از روی توپچه می‌روید.
توپچه محل تجمع خارها، گل‌ها، ساقه‌های جانبی و جوانه‌ها است. در مرکز توپچه دو یا چند خار به همراه مقدار کمی الیاف پشمی به چشم می‌خورد. توپچه‌ها عموماً با رنگ متفاوتشان نسبت به تنه کاکتوس قابل تشخیص‌اند.
اگر یک گیاه گوشتی دارای توپچه باشد، کاکتوس است؛ و اگر دارای این برجستگی‌ها نباشد، کاکتوس نیست.